# Diocese de Maliana
A Diocese de Maliana (Dioecesis Malianensis) é uma diocese da Igreja Católica em Maliana no Timor-Leste. A mais nova das três dioceses do país, foi fundada em 2010 pelo Papa Bento XVI. Ela atende cerca de 300.000 católicos nos municípios de Bobonaro, Cova Lima e Liquiçá, cobrindo uma área total de 3.142 km².

## Prelados
| #     | Nome               | Período | Notas |
| Bispo | Bispo              | Bispo   | Bispo |
| ----- | ------------------ | ------- | ----- |
| 1º    | Norberto do Amaral | 2010-   | Atual |